# Kanton Saint-Jean-de-Braye
Der Kanton Saint-Jean-de-Braye ist seit 1973 ein französischer Wahlkreis im Arrondissement Orléans, im Département Loiret und in der Region Centre-Val de Loire; sein Hauptort ist Saint-Jean-de-Braye.

## Gemeinden
Der Kanton besteht aus sieben Gemeinden mit insgesamt 40.972 Einwohnern (Stand: 1. Januar 2022) auf einer Gesamtfläche von 69,15 km²:
| Gemeinde                   | Einwohner 1. Januar 2022 | Fläche km² | Dichte Einw./km² | Code INSEE | Postleitzahl |
| -------------------------- | ------------------------ | ---------- | ---------------- | ---------- | ------------ |
| Boigny-sur-Bionne          | 2.106                    | 7,53       | 280              | 45034      | 45760        |
| Bou                        | 1.019                    | 6,29       | 162              | 45043      | 45430        |
| Chécy                      | 8.948                    | 15,47      | 578              | 45089      | 45430        |
| Combleux                   | 524                      | 1,10       | 476              | 45100      | 45800        |
| Saint-Jean-de-Braye        | 22.088                   | 13,70      | 1.612            | 45284      | 45800        |
| Mardié                     | 3.083                    | 17,28      | 178              | 45194      | 45430        |
| Semoy                      | 3.204                    | 7,78       | 412              | 45308      | 45400        |
| Kanton Saint-Jean-de-Braye | 40.972                   | 69,15      | 593              | 4518       | –            |

Bis zur landesweiten Neugliederung der Kantone 2015 bestand der Kanton Saint-Jean-de-Braye aus den beiden Gemeinden Saint-Jean-de-Braye und Semoy. Sein Zuschnitt entsprach einer Fläche von 21,48 km2. Er besaß vor 2015 den INSEE-Code 4536.

## Bevölkerungsentwicklung
| 1962  | 1968  | 1975   | 1982   | 1990   | 1999   | 2006   | 2011   |
| ----- | ----- | ------ | ------ | ------ | ------ | ------ | ------ |
| 7.542 | 9.168 | 13.912 | 14.713 | 18.624 | 20.637 | 21.620 | 22.462 |